# Прециози, Алессандро
Алессандро Прециози (итал. Alessandro Preziosi, род. 19 апреля 1973, Неаполь, Италия) — итальянский актёр.

## Биография
Алессандро родился в семье юристов. Своё детство он провел в Авеллино. Впоследствии он переехал в Неаполь и изучал право в Университете имени Фридриха II. Прециози работал в сфере налогового права при Университете Салерно. Он также посещал Академию художественной драматургии в Милане. Там Прециози заметил режиссёр Антонио Календа, который доверил ему сыграть роль Гамлета.
Он работал на телевидении в мыльной опере «Vivere». Однако, популярность актёр получил благодаря роли графа Фабрицио Ристори в сериале «Элиза». Во втором сезоне он снялся лишь в нескольких эпизодах, поскольку отдал предпочтение работе над ролями в театре. Основными постановками актёра стали «Король Лир» Уильяма Шекспира и пьеса «Дайте мне три каравелли».
В 2004 году снялся в главной роли в фильме «Ваниль и шоколад». В 2007 году появился в фильмах «Жаворонок» Паоло и Витторио Тавиани и «Вице-короли».
Кинокритики высоко оценили сериал с участием Алессандро «Комиссар Де Лука». Актёр удостоился награды за этот проект на Венецианском кинофестивале Agrigento Efebo d'Oro за лучшую адаптацию литературного произведения (романов Карло Лукарелли). Он также получил ещё одну награду за искусную интерпретацию.
В 2010 вышел фильм  «Святой Августин» с ним в главной роли. Впоследствии принял участие в таких проектах как: «Любовь и месть» (2011), «Красавица и чудовище» (2014).
2016 году снялся в сериале «Медичи: Властители Флоренции» вместе с Ричардом Мэдденом и Дастином Хоффманом. 2019 года на экраны вышел фильм «Свобода выбора» в котором актёр сыграл роль судьи Марко Ло Бьянко. Ещё одной работой актёра стал мини-сериал «Не ври». Его партнёрша по нему Грета Скарано.
Актёр активно развивает и свою карьеру в театре. В мае 2019 года завершился показ шоу «Винсент Ван Гог — запах белого». Алессандро играет в нем роль художника-постимпрессиониста.

## Личная жизнь
Прециози — отец двоих детей. Его первенец Андреа Эдуардо родился 4 июля 1995 года в отношениях со Скарлетт Зито.
С 2004 по 2010 год встречался с коллегой Витторией Пуччини. 16 мая у них родилась дочь Елена.
После длительных отношений с Пуччини, начал встречаться с Гретой Карандин, дочерью университетского профессора.